# Hapalemur griseus
El lémur mano gris, lémur cariancho o lémur gris del bambú (Hapalemur griseus), es una especie de primate estrepsirrino de la familia Lemuridae endémica de Madagascar. Como su nombre común lo sugiere, Hapalemur griseus se alimenta principalmente de bambú. Pertenece al género Hapalemur, una clase de lémures que posen una habilidad manual y coordinación mano-ojo mayor a la de los otros lémures. Son escaladores verticales, y saltan de vara a vara en los bosques de bambú.

## Características

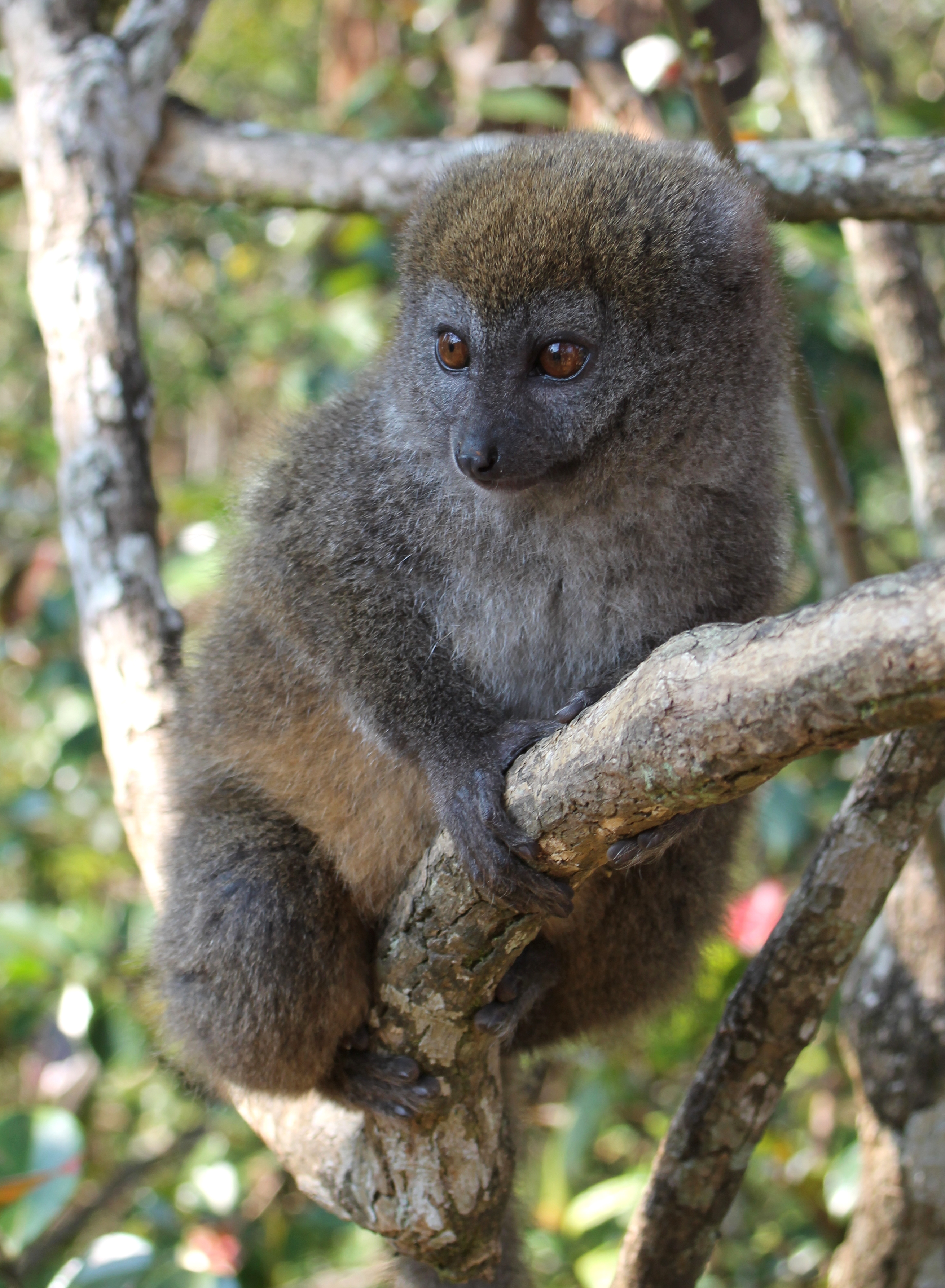
Ejemplar adulto.

Hapalemur griseus es de color gris, a veces con un parche de pelaje rojo sobre sus cabezas. Su cuerpo mide de 27 a 37 cm, y su cola alcanza los 40 cm. Su peso oscila entre 700 gramos y 1,0 kg, siendo las hembras más livianas que los machos. En cautiverio han superado los 12 años de vida.

## Clasificación
La clasificación taxonómica del lémur gris no ha sido única. Fue clasificado junto con Hapalemur meridionalis dentro de la misma especie, hasta que estudios comparativos de sus ADN mitocondrial demostraron lo contrario.
Actualmente, algunos zoólogos clasifican al Hapalemur griseus y a otra especie emparentada, el Hapalemur alaotrensis, como especies distintas, y otros dentro de la misma especie.